# Stenstorps församling
Stenstorps församling är en församling i Falköpings och Hökensås kontrakt i Skara stift. Församlingen ligger i Falköpings kommun i Västra Götalands län och ingår i Stenstorps pastorat. 

## Administrativ historik
Församlingen har medeltida ursprung. 
Församlingen utgjorde troligen till 1400-talet ett eget pastorat för att därefter till 2006 vara moderförsamling i pastoratet Stenstorp, Brunnhem och (Södra) Kyrketorp som från 1 maj 1920 även omfattade Segerstads, Valtorps och Håkantorps församlingar och från 1962 Dala, Borgunda och Högstena församlingar samt från 1998 församlingarna i det som tidigare var Gudhems pastorat. Församlingen införlivade 2006 Brunnhems och Södra Kyrketorps församlingar och är från 2006 moderförsamling i pastoratet Stenstorp, Hornborga, Dala-Borgunda-Högstena (före 2010 Dala, Borgunda och Högstena församlingar)  och Gudhem.

## Organister
| Period    | Namn                 | Levnadstid | Övrigt   |
| --------- | -------------------- | ---------- | -------- |
| 1842-1883 | Johan Magnus Lundahl | 1816-1896  | Organist |

## Kyrkor
- Stenstorps kyrka